# Neodiplothele fluminensis
Neodiplothele fluminensis is een spinnensoort uit de familie Barychelidae. De soort komt voor in Brazilië.